# Emmanuel Mas
Emmanuel Matías Mas (San Juan, 15 januari 1989) is een Argentijns voetballer die doorgaans speelt als linksback. In juli 2024 verruilde hij Independiente Rivadavia voor Juventud. Mas maakte in 2015 zijn debuut in het Argentijns voetbalelftal.

## Clubcarrière
Mas speelde in de jeugd van San Martín. Voor die club maakte hij in 2009 zijn debuut in het eerste elftal. Voor San Martín speelde de linksback meer dan honderd competitiewedstrijden, alvorens hij in de zomer van 2013 de overstap maakte naar San Lorenzo. Gedurende drieënhalf jaar kwam Mas bijna opnieuw tot honderd optredens in de nationale competitie. In januari 2017 verkaste de Argentijn naar Trabzonspor, waar hij zijn handtekening zette onder een verbintenis voor de duur van drieënhalf jaar. Met de overgang was circa anderhalf miljoen euro gemoeid. Na een jaar keerde Mas terug naar Argentinië, waar hij voor Boca Juniors ging spelen.
Medio 2021 tekende hij voor Orlando City. Deze club verliet hij na het aflopen van zijn verbintenis aan het einde van het jaar, waarna hij voor het kalenderjaar 2022 tekende voor Estudiantes. Aan het einde van het jaar werd zijn contract opengebroken en met een jaar verlengd tot eind 2023. Een halfjaar voor het aflopen van dit contract nam Colón hem over. Mas speelde een half jaar bij Colón, voor Independiente Rivadavia hem overnam in januari 2024. Later dat jaar nam Juventud hem over.

## Clubstatistieken
| Seizoen | Club                    | Competitie          | Competitie | Competitie | Beker | Beker | Internationaal | Internationaal | Totaal | Totaal |
| Seizoen | Club                    | Competitie          | Wed.       | Dlp.       | Wed.  | Dlp.  | Wed.           | Dlp.           | Wed.   | Dlp.   |
| ------- | ----------------------- | ------------------- | ---------- | ---------- | ----- | ----- | -------------- | -------------- | ------ | ------ |
| 2008/09 | San Martín              | Primera B           | 9          | 0          | 0     | 0     | —              | —              | 9      | 0      |
| 2009/10 | San Martín              | Primera B           | 4          | 0          | 0     | 0     | —              | —              | 4      | 0      |
| 2010/11 | San Martín              | Primera División    | 22         | 1          | 0     | 0     | —              | —              | 22     | 1      |
| 2011/12 | San Martín              | Primera División    | 32         | 1          | 2     | 0     | —              | —              | 34     | 1      |
| 2012/13 | San Martín              | Primera División    | 37         | 2          | 4     | 0     | —              | —              | 41     | 2      |
| 2013/14 | San Lorenzo             | Primera División    | 20         | 2          | 2     | 0     | 1              | 0              | 23     | 2      |
| 2014    | San Lorenzo             | Primera División    | 19         | 1          | 2     | 0     | 16             | 2              | 37     | 3      |
| 2015    | San Lorenzo             | Primera División    | 29         | 1          | 3     | 1     | 8              | 0              | 40     | 2      |
| 2016    | San Lorenzo             | Primera División    | 13         | 0          | 3     | 0     | 5              | 0              | 21     | 0      |
| 2016/17 | San Lorenzo             | Primera División    | 12         | 1          | 3     | 0     | 8              | 1              | 23     | 2      |
| 2016/17 | Trabzonspor             | Süper Lig           | 18         | 1          | 1     | 0     | —              | —              | 19     | 1      |
| 2017/18 | Trabzonspor             | Süper Lig           | 14         | 0          | 4     | 0     | —              | —              | 18     | 0      |
| 2017/18 | Boca Juniors            | Primera División    | 6          | 1          | 0     | 0     | 2              | 0              | 8      | 1      |
| 2018/19 | Boca Juniors            | Primera División    | 19         | 2          | 9     | 0     | 8              | 0              | 36     | 2      |
| 2019/20 | Boca Juniors            | Primera División    | 5          | 0          | 3     | 1     | 7              | 0              | 15     | 1      |
| 2020/21 | Boca Juniors            | Primera División    | 10         | 0          | 0     | 0     | 4              | 0              | 14     | 0      |
| 2021    | Boca Juniors            | Primera División    | 3          | 0          | 0     | 0     | 3              | 0              | 6      | 0      |
| 2021    | Orlando City            | Major League Soccer | 17         | 0          | 0     | 0     | 1              | 0              | 18     | 0      |
| 2022    | Estudiantes             | Primera División    | 38         | 1          | 1     | 0     | 12             | 1              | 51     | 2      |
| 2023    | Estudiantes             | Primera División    | 15         | 0          | 2     | 0     | 2              | 0              | 19     | 0      |
| 2023    | Colón                   | Primera División    | 11         | 0          | 0     | 0     | —              | —              | 11     | 0      |
| 2024    | Independiente Rivadavia | Primera División    | 10         | 0          | 1     | 0     | —              | —              | 11     | 0      |
| 2024    | Juventud                | Liga de Ascenso     | 17         | 0          | 0     | 0     | —              | —              | 17     | 0      |
| Totaal  | Totaal                  | Totaal              | 370        | 14         | 38    | 2     | 78             | 4              | 496    | 18     |

Bijgewerkt op 6 februari 2025.

## Interlandcarrière
Mas maakte zijn debuut in het Argentijns voetbalelftal op 5 september 2015, toen er door doelpunten van Ezequiel Lavezzi, Sergio Agüero, Lionel Messi (allen tweemaal) en Ángel Correa met 7–0 gewonnen werd van Bolivia. Van bondscoach Gerardo Martino mocht de linksback in de basis beginnen en de gehele wedstrijd meespelen.
| Interlands van Emmanuel Mas voor Argentinië | Interlands van Emmanuel Mas voor Argentinië | Interlands van Emmanuel Mas voor Argentinië | Interlands van Emmanuel Mas voor Argentinië | Interlands van Emmanuel Mas voor Argentinië | Interlands van Emmanuel Mas voor Argentinië |
| №                                           | Datum                                       | Wedstrijd                                   | Uitslag                                     | Competitie                                  | Goals                                       |
| Als speler bij San Lorenzo                  | Als speler bij San Lorenzo                  | Als speler bij San Lorenzo                  | Als speler bij San Lorenzo                  | Als speler bij San Lorenzo                  | Als speler bij San Lorenzo                  |
| ------------------------------------------- | ------------------------------------------- | ------------------------------------------- | ------------------------------------------- | ------------------------------------------- | ------------------------------------------- |
| 1                                           | 5 september 2015                            | Bolivia – Argentinië                        | 0 – 7                                       | Vriendschappelijk                           |                                             |
| 2                                           | 9 september 2015                            | Mexico – Argentinië                         | 2 – 2                                       | Vriendschappelijk                           |                                             |
| 3                                           | 9 oktober 2015                              | Argentinië – Ecuador                        | 0 – 2                                       | WK 2018 kwalificatie                        |                                             |
| 4                                           | 14 oktober 2015                             | Paraguay – Argentinië                       | 0 – 0                                       | WK 2018 kwalificatie                        |                                             |
| 5                                           | 2 september 2016                            | Argentinië – Uruguay                        | 1 – 0                                       | WK 2018 kwalificatie                        |                                             |
| 6                                           | 11 november 2016                            | Brazilië – Argentinië                       | 3 – 0                                       | WK 2018 kwalificatie                        |                                             |
| 7                                           | 16 november 2016                            | Argentinië – Colombia                       | 3 – 0                                       | WK 2018 kwalificatie                        |                                             |
| 8                                           | 23 maart 2017                               | Argentinië – Chili                          | 1 – 0                                       | WK 2018 kwalificatie                        |                                             |

Bijgewerkt op 6 februari 2025.

## Erelijst
| Primera División  | 1 | 2014 |
| Supercup          | 1 | 2015 |
| Copa Libertadores | 1 | 2014 |